# Brad Falchuk
Bradley Douglas Falchuk (Massachusetts, 1º marzo 1971) è uno sceneggiatore, produttore televisivo e regista statunitense conosciuto per aver prodotto le serie televisive Glee, American Horror Story e Scream Queens.

## Carriera
La carriera di Brad Falchuk in televisione è iniziata come scrittore di Mutant X (2001), Earth: Final Conflict (2001-2002) e Veritas. Nel 2003 è stato assunto a lavorare sulla prima stagione di Nip/Tuck , dove ha formato uno stretto legame con il creatore dello show, Ryan Murphy. Falchuk e Murphy hanno poi scritto l'episodio pilota di Pretty/Handsome, incentrato su di un ginecologo transessuale, che la rete FX ha acquistato nel 2008, ma da cui non è stata tratta alcuna serie.
Dopo Falchuk e Murphy hanno cominciato a cercare il loro prossimo progetto e ha deciso di concentrarsi su un argomento più leggero. Hanno collaborato con Ian Brennan, che aveva scritto una sceneggiatura su cori di High School. Erano a un passo da creare la serie televisiva Glee per la Fox Broadcasting Company, che ha debuttato nel 2009. Falchuk, Murphy e Brennan ha ricevuto due Writers Guild of America Award nomination per Best Comedy Series e Best New Series. Dopo il successo precoce di Glee, Falchuk ha firmato un biennale, con il 20th Century Fox Television, che comporterà ulteriori lavori su Glee, nonché lo sviluppo di altri progetti per lo studio. Nel 2018, insieme a Ryan Murphy e Tim Minear, Brad Falchuk ha iniziato la produzione della serie TV "9-1-1".
Il 29 settembre 2018 sposa Gwyneth Paltrow.